# Heaven & Earth
Heaven & Earth is een Amerikaanse biografische dramafilm uit 1993, geschreven en geregisseerd door Oliver Stone. De film is gebaseerd op de memoires When Heaven and Earth Changed Places en Child of War, Woman of Peace van de Amerikaans-Vietnamese schrijfster Le Ly Hayslip over haar ervaringen tijdens en na de Vietnamoorlog. Het is de derde en laatste film in Stone's Vietnamoorlogtrilogie, na Platoon uit 1986 en Born on the Fourth of July uit 1989.

## Verhaallijn
Le Ly is een Vietnamees meisje dat tijdens de Vietnamoorlog probeert te overleven. Aan het einde van de oorlog trouwt ze met een Amerikaanse soldaat en immigreert ze naar de Verenigde Staten.

## Rolverdeling
- Hiep Thi Le als Le Ly
- Joan Chen als Mama
- Haing S. Ngor als Papa
- Tommy Lee Jones als Steve Butler
- Thuan K. Nguyen als oom Luc
- Dustin Nguyen als Sau
- Vinh Dang als Bon
- Mai Le Ho als Hai
- Dale Dye als Larry
- Debbie Reynolds als Eugenia
- Conchata Ferrell als Bernice
- Michael Paul Chan als ondervrager
- Robert John Burke als GI Paul
- Tim Guinee als jonge sergeant
- Timothy Carhart als Big Mike
- Annie McEnroe als dinergast
- Marianne Muellerleile als dinergast
- Marshall Bell als dinergast
- Jeffrey Jones als minister
- Donal Logue als Red

### Ontvangst
De film kreeg een Rotten Tomatoes-score van 45% gebaseerd op 22 recensies. Roger Ebert gaf de film drieënhalve ster van de vier en prees de film omdat deze zich, in tegenstelling tot andere oorlogsfilms, richt op het perspectief van een vrouw en eraan toevoegde hoe Stone "van grote onderwerpen houdt en ze onbevreesd benadert." De muziek van componist Kitarō won de Golden Globe voor beste originele filmmuziek.